# Terrestrials
Terrestrials is het derde album van Atrox, uitgebracht in 2002 door Season Of Mist. Op de laatste twee nummers bevinden zich een aantal onvolkomenheden, maar omdat deze zich ook op de mastertape bevinden valt er hier niets aan te doen.

## Tracklist
1. "Lay" – 3:20
2. "Ruin" – 7:17
3. "Mare's Nest" – 6:05
4. "Nine Wishes" – 6:02
5. "Human Inventions" – 3:52
6. "Mental Nomads" – 7:25
7. "Changeling" – 8:38
8. "The Beldam Of The Bedlam" – 8:41
9. "Translunaria" – 7:46
10. "Look Further" – 8:46